# Meldola
Meldola este o comună și oraș din provincia Forlì-Cesena, Italia. În 2009 avea o populație de 10.142 de locuitori.

## Demografie
Meldola - evoluția demografică

|  | Graficele sunt indisponibile din cauza unor probleme tehnice. Mai multe informații se găsesc la Phabricator și la wiki-ul MediaWiki. |

Date: Recensăminte sau birourile de statistică - grafică realizată de Wikipedia